# Ley electoral de 1907

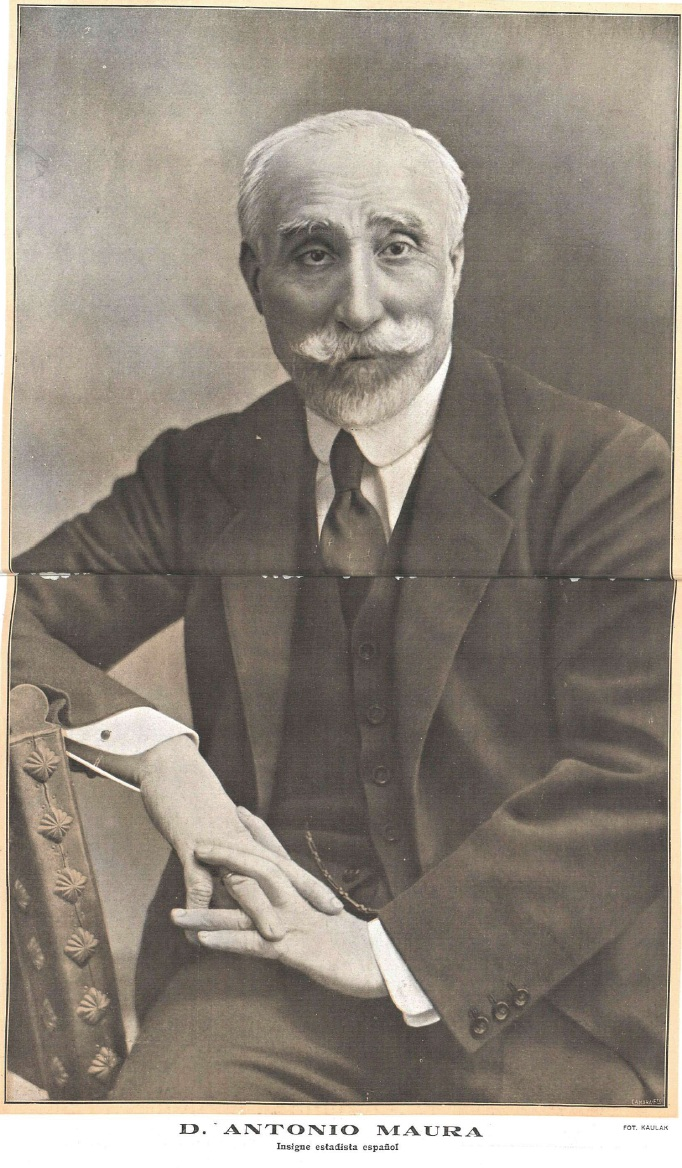
Antonio Maura, artífice principal de la Ley electoral de 1907

La Ley electoral de 1907 fue una ley electoral española aprobada por las Cortes en agosto de 1907 durante el gobierno largo de Antonio Maura. Reformó la ley electoral de 1890 y estuvo vigente durante el resto del periodo constitucional del reinado de Alfonso XIII. La nueva ley formaba parte del plan de reforma del régimen político de la Restauración puesto en marcha por el conservador Antonio Maura y que denominó «revolución desde arriba». La Segunda República Española la modificó ampliamente mediante un Decreto de 8 de mayo de 1931 que reguló las elecciones de junio de 1931 a Cortes Constituyentes.

## Antecedentes
El propósito esencial de la «revolución desde arriba» del régimen de la Restauración —es decir la reforma del poder político de la Restauración desde las instituciones y por iniciativa del propio Gobierno- era conseguir el apoyo popular a la Monarquía de Alfonso XIII poniendo fin al sistema caciquil. Según Javiera Moreno, Maura tenía «el convencimiento de que, en un país rural y esencialmente católico como España, esta apertura, controlada si hacía falta con el refuerzo de los mecanismos represivos, redundaría en beneficio de la corona, de la Iglesia y del orden social establecido, es decir, de los intereses conservadores».
Sin embargo Maura comenzó su «gobierno largo» de forma poco congruente pues en las elecciones que convocó para abril de 1907 se valió del entramado caciquil para alcanzar una mayoría muy amplia en las Cortes. La primera tarea que les encomendó fue aprobar la nueva ley electoral.
El proyecto de ley de reforma electoral ya fue presentado en las Cortes durante el primer gobierno de Antonio Maura entre diciembre de 1903 y diciembre de 1904.

## Contenido
Según explicó el gobierno de Maura la ley tenía dos objetivos: aumentar la participación en las elecciones mediante el establecimiento del sufragio obligatorio y luchar contra el fraude electoral mediante la limitación de la participación de los políticos en el proceso electoral gracias al nuevo papel asignado a la Administración de Justicia y a la sustitución de la antigua Junta Central por unas nuevas Juntas de Censo. Como dijo el ministro de la Gobernación Juan de la Cierva con esto último se pretendía «apartar enteramente a los organismos locales y provinciales de las funciones electorales» ya que a través de la presión de estas entidades «los gobiernos han influido en el ejercicio del sufragio adulterándolo».

### El sufragio obligatorio
En el artículo 2 de la ley se dispuso: «Todo elector tiene el derecho y el deber de votar en cuantas elecciones fueran convocadas en su distrito». De esta forma se aplicaba en España la novedad introducida por la legislación electoral belga de 1896 que había establecido el sufragio obligatorio y que en España no existía. Las personas que no votaran (los «ciudadanos apáticos», como se les llamó) tendrían que pagar un 2 por ciento más en las contribuciones que pagaran al estado, aunque en la práctica parece que nunca se aplicó la sanción.
Lo que pretendía el gobierno con la introducción del sufragio obligatorio era movilizar a las «masas neutras» –los españoles católicos y monárquicos que vivían en los núcleos rurales y que no participaban en la vida política− a las que Maura y los conservadores pretendían movilizar para contrarrestar el creciente protagonismo político, para ellos preocupante, de la clases populares de las grandes ciudades. Así lo manifestó el marqués de Sotohermoso cuando afirmó en el Senado: «el abstencionismo casi absoluto de nuestro cuerpo electoral, ha motivado el que en ciudades populosas que todos conocemos hayan venido minorías más o menos turbulentas, más o menos demagógicas».

### Las medidas contra el fraude electoral
Además de la constitución de forma automática de las mesas electorales, la ley introdujo otras medidas para intentar acabar con el fraude electoral como la elaboración del censo electoral a cargo del Instituto Geográfico y Estadístico, y no de los ayuntamientos, y que éstos también dejaran de controlar el proceso electoral pasando a las Juntas de Censo. También se tipificó el delito electoral y en los casos de fraude la intervención del Tribunal Supremo, aunque en última instancia la decisión para anular las actas correspondía a las Cortes.
En la ley de 1890 eran los concejales y los empleados públicos los que constituían las mesas electorales, así que «la suspensión de ayuntamientos, el nombramiento de consistorios interinos y el envío de delegados gubernativos, se convirtieron en prácticas generalizadas para controlar las mesas». Los conservadores se propusieron acabar con esta práctica constituyendo las mesas con los mayores contribuyentes de cada distrito, lo que no fue aceptado por los liberales ni por los republicanos porque consideraron que eso supondría volver a criterios propios del sufragio censitario. Se aceptó finalmente que participara en las mesas un tercer miembro cuya única condición fuera que supiera leer y escribir. Sin embargo, las prácticas anteriores para manipular las mesas no desaparecieron.
La Junta Central, encabezada por el presidente del Congreso de los Diputados e integrada por representantes de los partidos políticos con presencia en las Cortes y cuyas reuniones dependían de la convocatoria de su presidente lo que la hacía ineficaz, fue sustituida por unas nuevas Juntas de Censo. A nivel provincial estarían presididas por el presidente de la Audiencia y la Junta de Censo Central por el presidente del Tribunal Supremo. Sin embargo todos los partidos de oposición rechazaron la propuesta porque los vocales de las nuevas Juntas de Censo en su mayoría serían funcionarios del gobierno ya que eran escogidos entre los representantes de instituciones presentes en la vida social y exigían en cambio la presencia de miembros de los partidos, única forma, según ellos, de evitar el fraude. «De todas formas no parece que con las nuevas Juntas las cosas variaran mucho», afirma Germán López.
En lo que sí que estuvieron de acuerdo todos los partidos fue en que el responsable del censo electoral fuera a partir de entonces el Instituto Geográfico y Estadístico. También acordaron, a pesar de la resistencia inicial de Maura y de los conservadores, que las actas que fueran protestadas ante las Juntas de Censo no fueran revisadas por la Comisión de Actas del Congreso de Diputados, como sucedía hasta entonces, sino por el Tribunal Supremo, que presentaría un informe ante las Cortes sobre la validez o nulidad de la elección siendo estas últimas las que decidirían. Sin embargo el nuevo sistema no funcionó mejor que el anterior, con el agravante de que ahora se implicaba en los problemas de las actas al Tribunal Supremo, y ello a pesar de que durante el resto del periodo constitucional del reinado de Alfonso XIII el número de actas anuladas a causa de un informe del Supremo fue muy reducido. Además cuando el Tribunal Supremo comprobaba que había habido fraude no proponía la nulidad de la votación sino solo restar los votos de la sección o secciones implicadas al resultado total por lo que el candidato denunciado si tenía mayoría en el resto de secciones ganaba la elección. La imagen del Tribunal Supremo quedó tan deteriorada que cuando la Segunda República modificó la ley suprimió el papel del alto tribunal en el proceso electoral.

### El polémico artículo 29 (y el 24)
A propuesta del republicano Gumersindo de Azcárate y con el propósito de estimular la participación, se estableció en el artículo 29 que no se celebrarían elecciones en aquellos distritos en los que se presentara un único candidato, que quedaría proclamado automáticamente, y en aquellas circunscripciones en las que se presentaran el mismo número de candidatos que puestos a cubrir. Pero el resultado de la aplicación de este artículo fue, según Manuel Suárez Cortina, que «en algunas elecciones llegó a haber un tercio del Parlamento proclamado por este procedimiento. Así ocurrió en las elecciones de 1910 y en las siguientes; mientras se mantuvo en vigor el sistema parlamentario, más de un centenar de diputados lo fueron por el artículo 29».
La razón para explicar por qué sucedió esto se encuentra en el artículo 24 de la ley que se refería a las condiciones que se requerían para ser proclamado candidato. Según Germán López, «el artículo señalaba que sólo podrían ser proclamados candidatos aquellos que ya hubieran representado al distrito en alguna ocasión anterior, aquellos que fueran presentados por diputados, ex-diputados, senadores, ex-senadores y diputados provinciales o ex-diputados provinciales, elegidos por un territorio en el que estuviera comprendido el distrito electoral, y por último aquellos que lograsen ser presentados por la vigésima parte del censo electoral del distrito, ante las mesas electorales constituidas y formadas por el presidente y los adjuntos, en una única jornada, avalando a un número limitado de candidatos, puesto que cada elector sólo podía acudir a una sola propuesta». Así al endurecerse las condiciones para ser proclamado candidato se favorecía claramente a los partidos del turno frente al resto. «El artículo 24 combinado con el artículo 29 entregaría un gran número de distritos, y ya no sólo por los hechos y la corrupción, sino legalmente, a las élites dinásticas. [...] Si la no competitividad y el pacto habían sido elementos esenciales de la política durante la Restauración, los artículos 24 y 29 eran fieles a ese espíritu,.. [y] desde luego, no suponían avance democratizador de ningún tipo».

### Las propuestas democratizadoras que fueron rechazadas
Los diputados republicanos presentaron una enmienda según la cual los parlamentarios recibirían una retribución para conseguir que no solo «los que son ricos» pudieran presentarse en las elecciones, pero fue rechazada tanto por los conservadores como por los liberales —los dos partidos del turno—, con lo que España y Alemania siguieron siendo los dos únicos países europeos en los que los diputados y senadores no recibían ningún tipo de remuneración.
Otra propuesta que fue rechazada por la mayoría conservadora de las Cortes, presentada por liberales y republicanos, fue la del llamado voto por acumulación, es decir, que un elector pudiera votar por un candidato que no se presentara en su distrito o circunscripción y que ese voto contara para salir elegido. Lo que se pretendía con ello era facilitar el acceso al parlamento de diputados socialistas —el PSOE no tenía entonces ni un solo diputado a diferencia de lo que ocurría con los socialistas de otros países europeos—. Un diputado republicano dijo: «el partido socialista luchando sólo por el procedimiento de circunscripción [donde se elegía más de un diputado, a diferencia de los distritos que eran uninominales], dudo mucho que pueda venir al Parlamento, por lo menos tardará un gran período de tiempo; sin embargo se debe contar con los elementos del partido socialista y se deben traer sus hombres a esta y a la otra Cámara; esto se puede hacer por medio de la acumulación». La propuesta fue rechazada por la mayoría conservadora.
También se propuso modificar la distribución de los distritos y las circunscripciones para adecuarlos al aumento del peso de la población urbana respecto de la población rural. El gobierno se comprometió a presentar un proyecto de reforma del mapa electoral en el plazo de un año pero no cumplió su promesa y después de él ningún otro gobierno presentó propuesta alguna. Según apunta Germán López, esta reforma «podría haber tenido más consecuencias para impulsar la democratización del sistema político español, que todo el resto de medidas recogidas en la Ley Electoral. Baste recordar como en Gran Bretaña, las paulatinas reformas del mapa electoral se combinaron, con ampliaciones del sufragio, que propiciaron una gradual democratización de la vida política británica». Asimismo fue rechazada la propuesta de un diputado republicano para que se introdujera el sobre y la cabina electoral para garantizar el secreto del voto, una medida que fue introducida poco después en Francia.
También hubo propuestas en un sentido reaccionario presentadas por el ala más derechista del partido conservador y por algún diputado de la Lliga Regionalista que también fueron rechazadas por el gobierno apoyado por una parte de su partido y por el resto de grupos de las Cortes. La más llamativa fue la que pretendió volver al sufragio censitario mediante el subterfugio del llamado voto «múltiple» o «plural», reconocido por la ley electoral belga de 1896, y que favorecía a los sectores acomodados −consistía en que se concedían más votos a propietarios, políticos e intelectuales−. Como dijo un diputado conservador no podía tener el mismo valor «el voto de un baturro, que el del Señor Cánovas del Castillo, si viviera». Asimismo se llegó a pedir que se excluyera del derecho al voto a los que no supieran leer y escribir, lo que hubiera supuesto eliminar a más de la mitad de los votantes.

## Valoración
Según Germán López, difícilmente se puede sostener que la reforma de 1907 respondiera «al deseo de movilizar políticamente a los ciudadanos y consolidar un sistema democrático. [...] Además, las medidas contempladas en la Ley mostraron pronto su ineficacia para responder, ya no a las necesidades de la sociedad española, sino a los objetivos declarados por el gobierno. El sufragio obligatorio, que no puede ser considerado positivo, desde el punto de vista de la democratización, no pasó de ser una ficción. El resto de medidas no ofrecieron ningún resultado tangible. Evidentemente esta reforma no era la única posible. Las propuestas de las oposiciones mostraron que existían otras opciones», pero las élites dinásticas no las aceptaron porque eso hubiera supuesto "modernizar sus anquilosadas estructuras políticas" y arriesgarse a perder la «supremacía política, social y económica de la que gozaban. [...] O se cambiaban los métodos o intentaba contenerse la movilización política y social. Los artículos 24 y 29 nos dan una idea de cual fue la opción que se escogió. Con la autoproclamación y el derecho de presentación, conservadores y liberales se aseguraban ventajas significativas a la hora de enfrentarse a los procesos electorales. El precio era la endogamia y el inmovilismo. [...] La Ley Electoral de Maura venía así a defender el viejo orden político liberal».
Para corroborar su valoración López cita al diputado socialista Julián Besteiro:

En cuanto el pueblo progresa, entonces las instituciones democráticas se liman, se cortan, se restringen y como el pueblo español a pesar de la acción de los gobiernos va progresando, hemos visto en la última reforma electoral un medio compulsivo para hacer que vote la clase neutra, pues la compulsión no se podía aplicar a los obreros y elementos verdaderamente democráticos.

Según Santos Juliá, el aparente propósito de Maura de que la nueva ley electoral permitiera la realización de elecciones «sinceras» no se podía cumplir desde el momento en que no renunció a los distritos uninominales, la base del encasillado de los diputados que aseguraba el triunfo al partido que estuviera en el gobierno, a lo que hay que añadir la aplicación el artículo 29, según Javier Moreno Luzón. Según este mismo historiador, otro de los motivos de que la ley no contribuyera a la democratización del sistema, fue que se mantuvo el sistema electoral mayoritario, lo que constituyó un obstáculo para el acceso al parlamento de las minorías.
Así pues, según Manuel Suárez Cortina, el resultado de la reforma electoral fue que se «dificultó la competencia electoral y la apertura hacia nuevas fuerzas sociales y políticas».